# Hypamazso pauli
Hypamazso pauli là một loài bọ cánh cứng trong họ Cerambycidae.